# Ak Bars Aero

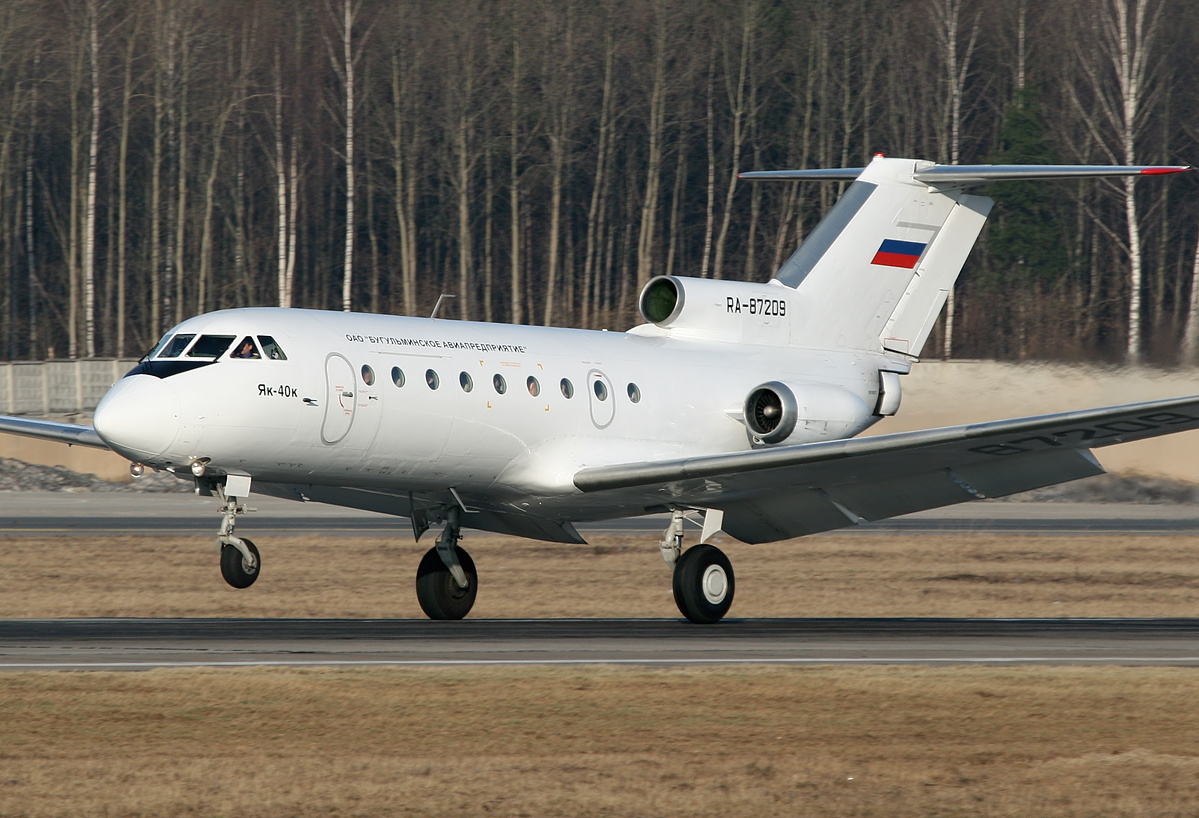
Yakovlev Yak-40 nella livrea storica della Bugulma Air Enterprise.

L' Ak Bars Aero (in russo: Ак Барс Аэро) era una compagnia aerea russa con la base tecnica e l'hub principale all'aeroporto di Bugulma, in Tatarstan, nella Russia europea. Gli aerei della compagnia aerea si basavano agli aeroporti di Mosca-Domodedovo, Lipeck e Penza-Ternovka.

## Flotta storica
Corto raggio
- Bombardier CRJ-200ER per trasporto di 50 passeggeri
- Bombardier Challenger CL-604/CL-605/CL-850[2]
- Diamond DA42
- Yakovlev Yak-40

Lungo raggio
- Dassault Falcon 7X[3]

Elicotteri
- Bell 407 per trasporto di 6 passeggeri
- Eurocopter EC 135
- Mil Mi-8MTV-1 per trasporto di 24 passeggeri
- Robinson R44

La compagnia aerea prevedeva, prima della bancarotta del 2015, il leasing operativo di quattro Bombardier CRJ-200LR.

## Storia
1933 (18 agosto) - il primo aereo della storia dell'aviazione civile di Bugul'ma era un U-2 che porto la posta da Kazan'.
1953 (10 luglio) - la creazione della divisione dell'aviazione civile a Bugul'ma col arrivo dei primi aerei An-2 e Po-2.
1955 (giugno) - Kazan Air Enterprise ha aperto il primo volo di linea passeggeri Bugul'ma - Kazan'.
1961 - l'apertura dei voli di linea sulle rotte Mosca-Domodedovo - Bugul'ma, Samara - Bugul'ma.
1964 - l'apertura del nuovo Terminal Passeggeri all'aeroporto di Bugul'ma.
1965 - l'arrivo del primo Antonov An-24 a Bugul'ma.
1967 - Distaccamento Aereo di Bugul'ma ha iniziato i voli di linea con la flotta degli aerei Antonov An-2.
1972 - Distaccamento Aereo di Bugul'ma incominciò ad operare i voli di linea con i nuovi aerei Yakovlev Yak-40. Grazie allo sviluppo dell'industria petrolifera l'aviazione civile a Bugul'ma per la prima volta ha portato i profitti.
1976 - Terminal aeroportuale di Bugul'ma ricostruito ha aumentato la capacità a 100 passeggeri/ora.
1993 - la creazione della compagnia aerea Bugulma Air Enterprise (in russo: Бугульминское Aвиапредприятие) sulla base della divisione d'aviazione civile sovietica.
2003 (gennaio) - due aerei Yakovlev Yak-40 della Bugul'ma Air Enterprise sono stati certificati e modernizzati per poter effettuare i voli internazionali.
2005 - Bugulma Air Enterprise è stata acquisita da Holding Ak Bars ed ha iniziato la collaborazione nella gestione dell'aereo Bombardier Challenger 604 con la compagnia aerea russa Jet 2000 Business Jets (codice ICAO: JTT) specializzata nei voli charter e VIP col hub a Mosca-Domodedovo. Inoltre, la Bugulma Air Enterprise ha iniziato la collaborazione con la Kazan' Air Enterprise (codice ICAO: KKA) nella gestione degli elicotteri Bell 407 a Kazan' e Bugul'ma.
2006 (15 gennaio) - l'ampliamento e la ricostruzione della pista dell'aeroporto di Bugul'ma. La certificazione dell'aeroporto della compagnia aerea per la manutenzione, l'atterraggio/decollo dei seguenti tipi degli aerei: Bombardier CRJ-200, Yakovlev Yak-42.
2007 - la compagnia aerea ha trasportato 70 000 passeggeri col profitto operativo di 14,3 milioni RUR e ha deciso di cambiare la flotta degli aerei Yakovlev Yak-40 con gli aerei CRJ-200LR per trasporto di 50 passeggeri.
2010 - la Bugulma Air Enterprise ha portato a termine la strategia e col arrivo del primo CRJ-200LR nella sua flotta ha effettuato il rebrending cambiando il nome in Ak Bars Aero.
2011 (23 dicembre) - la compagnia aerea Ak Bars Aero ha trasportato 250,000 passeggeri dall'inizio del 2011, il 66% di più rispetto al 2010, quando gli aerei della compagnia hanno trasportato 150,000 passeggeri. Il risultato operativo raggiunto da Ak Bars Aero nel 2011 è stato inferiore solo ai risultati del 1986, quando gli aerei dell'Aeroflot-Bugul'ma effettuavano circa 50 voli di linea ogni giorno sulla rete dell'URSS.
2012 (7 marzo) - il Governo di Tatarstan ha comunicato che la compagnia aerea Avia-Tatarstan è stata venduta alla compagnia aerea Ak Bars Aero con lo scopo di creare sulla base degli aeroporti di Bugul'ma e Kazan' una compagnia aerea più competitiva sia sul mercato di voli di linea domestici, ma soprattutto sul mercato di voli charter turistici nella Russia europea.
2015 (15 gennaio) - il management della compagnia aerea Ak Bars Aero ha deciso autonomamente di sospendere la licenza di trasporto e tutti i voli di linea in seguito al crollo di traffico passeggeri e l'impossibilità di continuare i pagamenti di leasing operativo degli aerei.
2015 (16 aprile) - il certificato della compagnia aerea è stato annullato in seguito alla bancarotta.